# Igreja de São Pedro (Malmo)

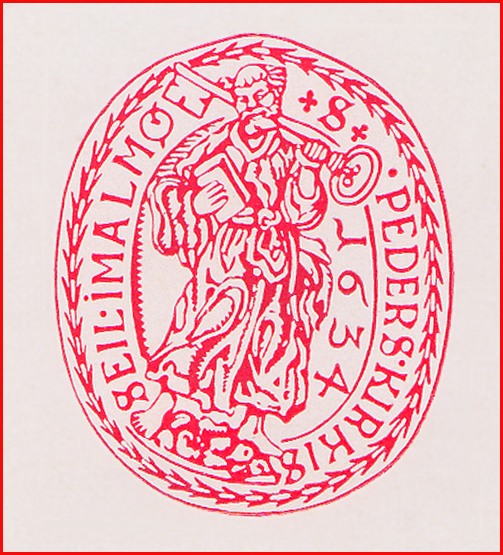
Selo da Igreja de São Pedro.

A Igreja de São Pedro (em sueco: Sankt Petri kyrka) é uma igreja luterana localizada no centro da cidade de Malmo, na Suécia. Pertence à Diocese de Lund da Igreja da Suécia.
Esta igreja foi inaugurada no século XIV, tendo inicialmente sido construída como uma basílica com três naves em estilo gótico.
 Este templo cristão foi consagrado a São Pedro e São Paulo.
O edifício é construído em tijolo e é considerado o principal monumento religioso gótico da Escânia. Foi um centro espiritual durante a Reforma, e uma das poucas igrejas da então Dinamarca medieval a sofrer danos devido à iconoclasia que resultou da Reforma. A igreja de São Pedro contém frescos medievais de alta importância e qualidade, e várias peças de mobiliário invulgar. O altar, de 1611, é um dos maiores da Escandinávia. 

## O exterior
O edifício tem um exterior sóbrio, com contrafortes. O revestimento de tijolo é feito de modo a criar padrões com várias cores e formas. Há uma série de estatuária de santos, em pedra. O estilo foi designado como gótico de tijolos franco-báltico, com janelas altas e arcos em ogiva. Tem forma de cruz e uma torre com 98 metros de altura, que termina numa agulha colocada em 1890.

## O interior
O interior tem traços visíveis de cada século desde a construção. O visitante que entrasse na igreja na Idade Média chegava a um espaço diferente do espaço desde a Reforma.
A basílica tem três naves, uma grande central e duas laterais, além de um coro com abside. Entre a nave maior e o coro há uma nave transversal, e várias capelas foram depois adicionadas. As abóbadas têm 25 metros de altura.
O altar, de 15 metros, é renascentista, construído com madeira de carvalho envelhecido, pintado e dourado, tendo sido terminado no dia de São Miguel, em 1611. Tem quatro pisos e neles estão quadros a óleo do pintor de Malmo, Pieter Hartman. Representam a Última Ceia, a Crucificação, a Ascensão, e o Nome de Deus, com letras hebraicas.
No espaço do templo há muitas lápides e epitáfios, mas depois da renovação do chão na década de 1850 poucas são as que estão nos locais originais.